# Саладин Секьюрити
«Саладин Секьюрити» (англ. Saladin Security) — британская частная военная компания, организованная бывшими высокопоставленными военнослужащими королевских вооружённых сил и спецслужб как дочернее предприятие скандально известной компании «Кини Мини».

## Общие сведения
В спектр услуг компании «Саладин Секьюрити» входит кризис-менеджмент, консалтинг, а также предоставление телохранителей и специалистов по безопасности. Головной офис располагался в Лондоне, вместе с офисом компании «Кини Мини», недалеко от штаб-квартиры 22-го полка САС.
Считается, что образцом для создания компании «Саладин Секьюрити» послужила знаменитая британская ЧВК «Уотчгуард Интернэшнл». В момент учреждения «Саладин Секьюрити» предполагалось, что она будет специализироваться на внутрибританском охранном рынке. «Саладин Секьюрити» первой начала поставлять телохранителей для британских дипломатов, затем в число её клиентов вошли представители королевской семьи Саудовской Аравии.
Известно, что «Саладин Секьюрити» поддерживала тесные связи с Консервативной партией Великобритании. Например, в 1993 году в совет директоров компании вошёл её член, бывший представитель парламента при министерстве обороны сэр Арчи Хамильтон.
В 80-х годах XX века инструкторы «Саладин Секьюрити» вместе с военными специалистами из компании «Кини Мини» занимались подготовкой афганских моджахедов в Пакистане. Эти контракты выполнялись по заказу британской спецслужбы МИ6 и Центрального разведывательного управления США. Кроме этого обе эти компании занимались подготовкой бойцов исламистских группировок в Омане и Саудовской Аравии. В начале 1990-х компания «Кини Мини» была вынуждена прекратить своё существование из-за постоянных скандалов в прессе, однако возникла новая ЧВК Saladin International, которая значительно расширила охват своей работы.
Например, во время войны в Афганистане компания «Саладин Секьюрити» вместе с компаниями Armour Group и Page Protective Services занималась обеспечением охраны норвежского посольства в Кабуле. В круг их обязанностей входило обеспечение внутреннего периметра и безопасность персонала, внешний периметр охранялся силами афганской национальной полиции. Заказчиком выступило министерство иностранных дел Норвегии. Причиной его обращения к частным охранным фирмам стало недоверие к афганским правоохранительным органам, которые после ряда безуспешных реформ воспринимаются скорее как фактор опасности, а не инструмент для её устранения.